# Ephialtész (Erüdémosz fia)

A Thermopülai csata, A legkeskenyebb pont, ahol a thermopülai csatát vívták, kevesebb, mint száz méter széles lehetett

Ephialtész (görögül: Ἐφιάλτης, latinosan: Ephialtes), a maliszi Erüdémosz fia Hérodotosz művének egy szereplője. Hérodotosz adatait nem mindig vehetjük teljesen pontosnak, ezért Ephialtész félig mitikus alaknak tekinthető.
A legenda szerint Ephialtész torzszülött volt. Spártában a gyenge fizikai képességű embereket lenézték. Nem lehettek katonák, ami a spártaiak (szpártiátészek) szemében az egyetlen megbecsülendő életforma volt.
Xerxész, a perzsa uralkodó kihasználta Ephialtészt, és az információval, amit tőle kapott, a Thermopülai-szorost védő spártaiak mögé került, és felőrölte ellenállásukat. I. Leónidasz király és spártiátészai az utolsó szálig odavesztek.

## Érdekességek
- A 300 című film központi eseménye is a thermopülai csata.
- A thermopülai csata színhelyén sokáig egy emléktábla állt, melynek felirata a következő volt: „Itt nyugszunk. Vándor, vidd hírül a spártaiaknak: megcselekedtük, amit megkövetelt a haza.”
- Ephialtész neve az árulás szinonimája lett. Jókai Mór A kőszívű ember fiai című regényének egyik fejezetcíme Ephialtész, mely az osztrák és cári orosz seregekkel együttműködő magyarokra, elsősorban Rideghváry Bencére utal.